# ستيف ستيرن (كاتب)
ستيف ستيرن (بالإنجليزية: Steve Stern)‏‏ (21 ديسمبر 1947 في ممفيس، تينيسي - ) روائي من الولايات المتحدة.

## الجوائز
- زمالة غوغنهايم